# Заблуда Светог Себастијана
Заблуда Светог Себастијана је роман српског писца Владимира Табашевића. Први пут је објављен 2018. године од стране издавачке куће Лагуна. Добитник је 65. НИН-ове награде за најбољи роман године.

## Назив романа
Аутор је у свом интервјуу за РТС изјавио да се фигура Светог Себастијана провлачи кроз читав роман. Према хришћанској легенди, Свети Себастијан је био вођа Преторијанске гарде који је прогонио хришћане, а заправо је био скривени хришћанин који је приликом прогона охрабривао хришћане да страдају за своју веру, верујући да ће на тај начин ојачати хришћанство.

## Тема романа
Роман проблематизује феномен жртве, који се провлачи кроз ликове који себе доживљавају уједно као жртве и као праведнике.

## Радња
Роман се састоји из три дела, у првом делу дечак Карло Савић из мешовите српско-хрватске породице, говори о свом доживљају рата и избеглиштву. Други део романа се наставља кроз причу о избеглици и криминалцу Дини, који једно време борави у менталној институцији. Дино и Карло су заправо једна те иста особа. Трећи део говори о сараднику Службе државне безбедности који по задатку посматра позоришну представу коју је организовала Динина познаница на основу његових прича.